# DMR Hytera
Hytera DMR – system cyfrowej łączności radiowej, stworzony przez przedsiębiorstwo Hytera, oparty na standardzie DMR, który stworzony został przez Europejski Instytut Norm Telekomunikacyjnych (ETSI). Przeznaczony jest do zastosowań profesjonalnych. System umożliwia pracę na 2 i 3 poziomie standardu DMR. Dodatkowo producent w swoim rozwiązaniu dla użytkowników poziomu 2, wprowadził rozwiązanie PseudoTrunk.

## Cechy systemu Hytera DMR
- porównywalny zasięg łączności w porównaniu do systemów analogowych przy zachowaniu lepszej jakości dźwięku poprzez wykorzystanie redukcji zakłóceń i szumów tła w łączności głosowej (lepsza jakość dźwięku przy niskim poziomie sygnału odbieranego),
- dłuższy czas pracy radiotelefonów na baterii (do 40%) w porównaniu do radiotelefonów analogowych i FDMA,
- lepsze wykorzystanie widma radiowego – 2 ścieżki transmisji głosu w jednym kanale radiowym o szerokości 12,5 kHz przy wykorzystaniu wielodostępu czasowego TDMA,
- łatwa migracja z systemów analogowych – radiotelefony i przemienniki są wstecznie kompatybilne, czyli posiadają możliwość pracy analogowej modulacją FM,
- zaawansowane funkcje: m.in. zarządzanie połączeniami, automatyczna lokalizacja pojazdów (AVL) na podstawie pozycji z GPS, przesyłanie wiadomości tekstowych (rozwiązanie kompatybilne ze standardem ETSI), telemetria.
- zabezpieczenie łączności przed niepowołanym dostępem: szyfrowanie podstawowe (klucz 16-bitowy) lub rozszerzone (klucz 40-bitowy, 30 unikalnych kluczy może zostać zaprogramowanych w radiotelefonie w jednym czasie),
- niższe koszty budowy i utrzymania systemu niż w przypadku standardu TETRA,
- kompatybilność z urządzeniami standardu DMR innych producentów ograniczona jedynie do transmisji głosu.

## Radiotelefony Hytera DMR dystrybuowane w Polsce
Radiotelefony ręczne:
- PD785 (VHF/UHF, 1024 kanały, kolorowy wyświetlacz 1,8", pełna klawiatura, MIL STD-810 C/D/E/F, IP67),
- PD785G (VHF/UHF, 1024 kanały, kolorowy wyświetlacz 1,8", pełna klawiatura, odbiornik GPS, MIL STD-810 C/D/E/F, IP67),
- PD705 (VHF/UHF, 32 kanały, brak wyświetlacza i klawiatury, MIL STD-810 C/D/E/F, IP67),
- PD705G (VHF/UHF, 32 kanały, brak wyświetlacza i klawiatury, odbiornik GPS, MIL STD-810 C/D/E/F, IP67),
- PD605 (VHF/UHF, 32 kanały, brak wyświetlacza i klawiatury, MIL STD-810 C/D/E/F, IP67),
- PD605G (VHF/UHF, 32 kanały, brak wyświetlacza i klawiatury, MIL STD-810 C/D/E/F, IP67),
- PD505 (VHF/UHF, 32 kanały, brak wyświetlacza i klawiatury, MIL STD-810 C/D/E/F, IP54),
- X1e (semikamuflowany (18mm grubości), VHF/UHF, 32 kanały, brak wyświetlacza i klawiatury, odbiornik GPS, system sygnalizacji alarmowej Mandown, Bluetooth, MIL STD-810 C/D/E/F, IP67),
- X1p (semikamuflowany (21mm grubości), VHF/UHF, 1024 kanały, kolorowy wyświetlacz 1,8", pełna klawiatura, odbiornik GPS, system sygnalizacji alarmowej Mandown, Bluetooth, MIL STD-810 C/D/E/F, IP67)

Maksymalna moc wyjściowa ww. radiotelefonów wynosi 5 W w zakresie VHF i 4 W w zakresie UHF. Modele PD605 i PD505 w wersji VHF dostępne w Q2 2014. Wszystkie modele serii PD mogą być wyposażone dodatkowo w system sygnalizacji alarmowej Mandown.
Ponadto dostępny jest model PD795Ex, spełniający wymogi standardu ATEX.

## Radiotelefony przewoźne
- MD785 (VHF/UHF, 1024 kanały, kolorowy wyświetlacz 2", MIL STD-810 C/D/E/F, IP67)
- MD785G (VHF/UHF, 1024 kanały, kolorowy wyświetlacz 2", odbiornik GPS, MIL STD-810 C/D/E/F, IP67)
- MD785iG
- MD785 Full Duplex